# Auguste Liesch
Auguste Liesch, né le 28 août 1874 à Mondorf-les-Bains (Luxembourg) et mort le 13 mars 1949 à Luxembourg-Ville (Luxembourg), est un écrivain, magistrat et homme politique luxembourgeois, membre de la Ligue libérale (LL).

## Biographie

### Origines familiales
Jean-Baptiste-Auguste Liesch est le fils d'un pharmacien résident à Mondorf-les-Bains.

### Activités professionnelles
Après avoir poursuivi des études de droit, il devient juge de paix à Grevenmacher et, à partir de 1907, il est juge au tribunal d'arrondissement de Luxembourg.
Après 1921, il est inspecteur général des Douanes et Accises jusqu'en 1939.

### Carrière politique
Du 28 septembre 1918 au 15 avril 1921, Auguste Liesch est Directeur général de la Justice et des Travaux publics — soit l'équivalent de ministre aujourd'hui — au sein du gouvernement dirigé par Émile Reuter,.
Auguste Liesch est nommé conseiller d’État le 23 janvier 1937, fonction venue à terme le 16 novembre 1945.
Au cours de la Seconde Guerre mondiale, il est envoyé en déportation par l'occupant allemand.

## Œuvres
Son œuvre la plus connue est sans contestation la balade D'Maus Ketti (en français : La souris Catherine).

### En luxembourgeois
- Fête de Charité
- D'Hochzeit an der Kathedral
- D'Visite beim Bébé
- Beim Docter
- Vakanz
- De Schadgen
- Specki Spack
- Um Tram
- Den Här Aptekter
- Meng Auer
- E gudde Parti
- D'Schweiz
- De Joss am Muergeland
- D'Liewen
- Eng Lomp
- Un d'Mammen
- Den Taucher (frei nom Friderech vu Schiller)
- Drémerei
- Jonge, follegt mir!
- De Coiffeur
- E flotte Kaperol
- Um Theater
- Am Park
- D'Volkskichen
- D'Hochzeit an der Volkskichen
- D'Chirurgen
- Am Conseil
- D'Le'ft
- Eng Keilchen am Könn
- Halerbach
- Um Bal
- De Rambour
- Zwé Zecher
- Schlot ké Kand!
- Des Sängers Fluch
- Am Klo'schter
- Widmong
- Ons Arme'
- D'al Joffer
- Um Bal
- Gedanken iwert e Kanddaf an der Maternite't
- E Kandidat fir den Tram
- Eng Wandlaus
- D'Maus Ketti

### En français
- Tante Zinn
- Le codicille
- Nine
- Tante Albertine

### En allemand
- Bomben auf Drier
- Leubus
- Mein Freund Anton
- Ely
- Im Schatten des Eichenhofes (Roman)

## Décorations
- Commandeur de l'ordre de la Couronne de chêne[4] (Luxembourg)
- Commandeur de l'ordre d'Adolphe de Nassau[4] (Luxembourg)
- Grand officier de l'ordre de Léopold II[4] (Belgique)
- Officier de la Légion d'honneur[4] (France)